# Kostjantyn Sytnyk

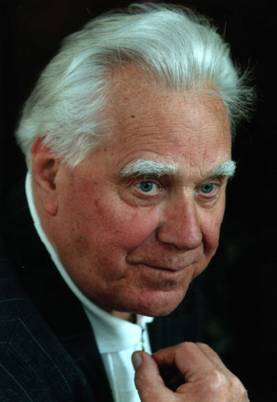
Kostjantyn Sytnyk vor 2012

Kostjantyn Merkurijowytsch Sytnyk (* 3. Juni 1926 in Luhansk, Ukrainische SSR; † 22. Juli 2017 in Kiew, Ukraine) war ein sowjetisch-ukrainischer Botaniker, Pflanzenphysiologe, Ökologe und Politiker.

## Leben
Kostjantyn Sytnyk war zwischen 1970 und 2003 Direktor des Instituts für Botanik der Nationalen Akademie der Wissenschaften der Ukraine und war, bis an sein Lebensende, deren Ehrendirektor.
Zwischen 1980 und 1985 war er, in Nachfolge von Mychajlo Bilyj, Parlamentspräsident der Werchowna Rada der Ukrainischen SSR und von 1998 bis 2006 war er Abgeordneter der Werchowna Rada der Ukraine.

## Ehrungen
Kostjantyn Sytnyk erhielt zahlreiche Ehrungen. Darunter:
- 2004 Orden des Fürsten Jaroslaw des Weisen 4. Klasse
- 1998 Orden des Fürsten Jaroslaw des Weisen 5. Klasse
- 1986 Leninorden
- 1979, 1984 Staatspreis der UdSSR für Wissenschaft und Technologie
- 1976 Orden der Oktoberrevolution
- 1971 Orden des Roten Banners der Arbeit

## Werke
Kostjantyn Sytny verfasste circa 1000 wissenschaftliche Werke auf dem Gebiet der Physiologie, Pflanzenökologie und Weltraumbiologie, darunter:
- Sitnik K. brilliant scientist: the 200th anniversary of the birth of Charles Darwin / K. Sitnik // Bulletin of the National Academy of Sciences of Ukraine. - K., 2009. - № 2. - P. 45-50
- Sitnik K. Charm domestic science: the 90th anniversary of President of NAS of Ukraine Academician Boris Paton / K. Sitnik // Bulletin of the National Academy of Sciences of Ukraine. - K., 2008. - № 11. - P. 3-9
- Sitnik K.; B. State of mud soils and the future of humanity / V. mud, K. Sitnik // Bulletin of the National Academy of Sciences of Ukraine. - K., 2008. - № 8. - S. 3–27
- Sitnik K. glory and pride of Soviet science / Karl Sitnik // Bulletin of the National Academy of Sciences of Ukraine. - K., 2007. - № 5. - P. 35-43
- Sitnik K.; V. mud biosphere and climate: past, present and future / K. Sitnik V. mud // Bulletin of the National Academy of Sciences of Ukraine. - K., 2006. - № 9. - S. 3–20
- Sitnik K. my academic biography / K. Sitnik // Bulletin of the National Academy of Sciences of Ukraine. - K., 2006. - № 5. - P. 54-70
- Sitnik K. Noosfera: Myths and Reality / K. Sitnik // Bulletin of the National Academy of Sciences of Ukraine. - K., 2003. - № 5. - P. 45-53
- Sitnik K.; W. He saw mud through the ages: 12 March - 140 years since the birth of Vernadsky / Sitnik K., mud V. // Bulletin of the National Academy of Sciences of Ukraine. - K., 2003. - № 2. - P. 51-62

Quelle: